# Битка код Платеје
Битка код Платеје (августа 479. п. н. е.) је била битка савеза грчких полиса и Персије. То је била битка за сам опстанак грчких полиса, па су прикупили довољно велику војску и победили. После Битке код Платеје, персијска армија се повлачи у Малу Азију и тиме се завршавају грчко-персијски ратови. Никад више Персија није покушала инвазију Грчке.

## Позадина
После Битке код Саламине, Ксеркс I се враћа у Персију, а у Грчкој оставља Мардонија на челу окупационих персијских трупа. Мардоније је нудио Атињанима самосталну аутономну владу и персијску помоћ у обнови града. Атињани су такав споразум одбијали и тражили су помоћ Спарте у наставку ратовања. Међутим Спартанци су били више заинтересовани за одбрану Пелопонеза.
Због атинског одбијања, Мардоније још једном окупира Атину, али Атињани још једном одбијају такав мировни споразум. Спартанци су најпре оклевали, али онда шаљу 40.000 људи под командом Паузијана. Спартанци су знали значај битке, која се очекује. Очекује се битка за сам опстанак грчких полиса. Кад је Мардоније схватио о каквој сили се ради, освојио је Атину по трећи пут и онда се повукао према Теби да би ту дочекао Грке.

## Битка
Мардоније се утврдио крај реке Асоп у Беотији. Надао се да се Грци неће моћи ујединити против његових трупа. Али Атињани скупљају 8.000 људи, а Спарта 40.000 (5.000 пуноправних грађана и 35.000 осталих). Уједињене грчке снаге заузимају планински прелаз, као добру позицију за одбрану. Мардоније шаље коњицу да заузме прелаз, али Атињани и Мегарани успешно одбијају напад. Команданта персијске коњице убијају, а коњица се повлачи.
Грци су се покренули од тог планинског прелаза према Платеји, где је био смештен Мардоније са Персијанцима. Атињани су формирали лево крило, а Спартанци десно крило. До тог времена грчка армија је већ ојачана војницима из осталих полиса, тако да је скупљено 110.000 војника. Мардоније је према Херодоту имао 250.000, а модерни историчари сматрају да је реални број био око 80.000.
Обе армије су логоровале 10 дана једна поред друге, са малим чаркама са сваке стране. Кад је Мардоније одлучио да нападне, Атињани и Спартанци мењају позиције, тако да се Атињани боре против главне персијске војске, а Спартанци против грчких делова Персијске војске. Персијанци су скренули ток вода, тако да су Грци били присиљени да нађу ново место логоровања.
Кад је открио да су Грци променили позиције, Мардоније је кренуо за њима. Персијска коњица и стрелци су први налетели на Спартанце. Пешадија је дошла после. Коњица и стрелци нису много учинили, па су пропустили пешадију у обрачун. Иако многобројнији на том делу бојишта, Персијанци нису могли да пробију грчку хоплитску линију са дугим копљима. Персијанци су углавном имали кратка копља и мачеве, па су грчке линије са дугим копљима биле у предности.
Персијанци су просто уништени. Спартанци су убили Мардонија. Артабаз је преузео персијску команду и одмах наредио повлачење, што је омогућило Грцима да освоје главно седиште команде.
Према Херодоту убијено је 43.000 од 250.000 Персијанаца, док су Грци изгубили само 159 војника. Пошто су историјски извори тог времена нетачни и пристрасни, прави број се не зна.

## Последице
Битка код Микале се десила исти дан и у тој бици грчка флота уништава персијску флоту у Егејском мору близу обале Јонског подручја. С друге стране после Битке код Платеје, персијска копнена армија се повлачи у Малу Азију под командом Артабаза. Тиме су грчко-персијски ратови завршени. То је била последња персијска инвазија Грчке с циљем потпуног освајања. Ипак, Персијанци се и даље мешају у односе грчких полиса, све док Александар Македонски не осваја Персију.